# Circondario dell'Anhalt-Bitterfeld
Il circondario dell'Anhalt-Bitterfeld (in tedesco Landkreis Anhalt-Bitterfeld) è uno dei circondari della Sassonia-Anhalt, in Germania.
Il capoluogo è Köthen (Anhalt), il centro maggiore Bitterfeld-Wolfen.

## Geografia antropica

### Suddivisioni amministrative
Il circondario è diviso in 10 comuni (Einheitsgemeinden):
(Abitanti il 31 dicembre 2022)
| Comuni 1. Aken (Elbe), Città (7 304) 2. Bitterfeld-Wolfen, Città (37 894) 3. Köthen (Anhalt), Città (25 116) 4. Muldestausee (11 624) 5. Osternienburger Land (8 308) 6. Raguhn-Jeßnitz, Città (8 861) 7. Sandersdorf-Brehna, Città (14 375) 8. Südliches Anhalt, Città (13 081) 9. Zerbst/Anhalt, Città (21 519) 10. Zörbig, Città (9 153) |